# G-on少女騎士團
《G-on少女騎士團》是由TNK和SHAFT共同製作的日本電視動畫，於2002年在WOWOW播出共13集，臺灣由勝利國際多媒體代理、JET日本台首播。主要角色都是眼鏡娘。

## 角色
倉間有紀（倉間 ユウキ，聲優：島涼香）
星川學園1年級學生，G-on少女騎士團成員，戴粗黑框眼鏡，僕娘，戰鬥服裝為水手服。
嵐山莎拉（嵐山 セーラ，聲優：南央美）
星川學園3年級學生，G-on少女騎士團成員，戰鬥服裝為修女服。
星川亞由美（星川 ヤヨイ，聲優：倉田雅世）
星川學園1年級學生，G-on少女騎士團成員，戴大圓眼鏡，戰鬥服裝為弓道服。個性內向的大小姐，有男性恐懼症，周圍10公尺內有男性進入就會感到恐懼。
本鄉一朗（本郷 一朗，聲優：檜山修之）
星川學園學生，ミオ改造的賽博格，喜歡有紀。在第1話撿到有紀落下的草莓內褲，但不知如何還給有紀。
鯨井仙三郎（聲優：堀內賢雄）
星川學園校長，G-on少女騎士團司令官，一朗的親生父親。
星川重藏（星川 重蔵，聲優：中博史）
亞由美的祖父。
真田ミオ（聲優：久川綾）
星川學園校醫，發明眼鏡型武器「G-on」的博士。
マコ（聲優：水橋香織）
ロリベーダーズ的領導者，真田ミオ的姊姊。
パオ（聲優：町井美紀）
ロリベーダーズ成員。
アイ（聲優：上村貴子）
ロリベーダーズ成員。
ゼロ（聲優：田村由香里）
ロリベーダーズ的人造女僕。
リロ（聲優：釘宮理惠）
ロリベーダーズ的支配者。

## 工作人員
- 原作：KATSUZO、TNK
- 監督：木村真一郎
- 系列構成：水上清資
- 角色設計、總作畫監督：平田雄三
- 機械設計：森木靖泰
- 美術監督：吉原俊一郎
- 色彩設定：植木義則
- 撮影監督：岡崎英夫
- 編輯：秋山涼路（1-13）、植松淳一（14）
- 音樂：山中紀昌
- 音響監督：高橋秀雄
- 製作人：シバタミツテル
- 動畫製作：TNK、SHAFT
- 製作：G-on PROJECT

## 主題曲
片頭曲「トキメイテ、G-on G!」
作詞 ：Sayu，作曲、編曲：津田直士，主唱：G-onライダース（島涼香、南央美、倉田雅世）
片尾曲「ミラクル☆パジャマ」
作詞：仲道哲二，作曲、編曲：津田直士，主唱：ロリベーダーズZ（水橋かおり、町井美紀、上村貴子、田村ゆかり）
第13集片尾曲「Yell」
作詞、作曲：神崎真由美，編曲：小長井映，主唱：Cutie Pai
第5、9、13集插入曲「reflection love」
作詞、作曲：神崎真由美，編曲：小長井映，主唱：Cutie Pai

## 各話列表
| 話數     | 中文標題       | 日文標題 | 劇本     | 分鏡       | 演出       | 作畫監督            |
| -------- | -------------- | -------- | -------- | ---------- | ---------- | ------------------- |
| Glass.1  | 飛躍的草莓     |          | 水上清資 | 木村真一郎 | 木村真一郎 | 倉嶋丈康            |
| Glass.2  | 眼鏡為何物     |          | 水上清資 | 島津奔     | 山口頼房   | 内田順久            |
| Glass.3  | 振作吧莎拉     |          | 水上清資 | 米田光宏   | 米田光宏   | 藤澤俊幸            |
| Glass.4  | 現正特訓中     |          | 木村暢   | 光石たろう | 山口頼房   | 晶貴孝二            |
| Glass.5  | 彌生一直線     |          | 水上清資 | 福多潤     | 岡嶋国敏   | 中澤勇一            |
| Glass.6  | 要修行了喔     |          | 水上清資 | 長井龍雪   | 長井龍雪   | 倉嶋丈康            |
| Glass.7  | 男女七人海物語 |          | 木村暢   | 山中英治   | 山崎茂     | 大田和寛            |
| Glass.8  | 人稱萬年散     |          | 水上清資 | 島津奔     | 安形裕篤   | 川口恵              |
| Glass.9  | 誰來穿女僕服   |          | 水上清資 | 安田賢司   | 浅見松雄   | 椛島洋介            |
| Glass.10 | 戀愛時代       |          | 木村暢   | 遠藤廣隆   | 遠藤廣隆   | 立石聖              |
| Glass.11 | 小真怎麼了     |          | 水上清資 | 島津奔     | 山本恵     | 細田直人            |
| Glass.12 | 真田博士不回首 |          | 水上清資 | 島津奔     | 江島泰男   | 大河原晴男          |
| Glass.13 | 不一致的草莓們 |          | 水上清資 | 木村真一郎 | 木村真一郎 | 平田雄三 川口恵     |
| Glass.14 | 人造人白皮書   |          | 水上清資 | 木村真一郎 | 木村真一郎 | 渡辺とおる 椛島洋介 |

## 廣播
La G-onらいだーす -メガネちっくNight-
2002年3月2日到10月5日每周五於TBS廣播播放共32集，由島涼香（倉間有紀）、南央美（嵐山莎拉）、倉田雅世（星川亞由美）擔任主持人。
La G-onらいだーす -おとメガねっと-
2002年10月17日到12月26日每周四播放共11集，主持人不變。

## 漫畫
漫畫版是由小野敏洋擔任作畫，在《月刊Comic電擊大王》連載。
| 冊數 | MediaWorks    | MediaWorks             |
| 冊數 | 發售日期      | ISBN                   |
| ---- | ------------- | ---------------------- |
| 全   | 2003年5月27日 | ISBN 978-4-8402-2396-6 |

## 外部連結
- 官方網站（日語）
- 動畫介紹頁TNK（日語）